# Parigi-Nizza 1979
La Parigi-Nizza 1979, trentasettesima edizione della corsa, si svolse dal 7 al 14 marzo su un percorso di 1 080 km ripartiti in sette tappe (la prima e la settima suddivisa in due semitappe) precedute da un cronoprologo. Fu vinta dall'olandese Joop Zoetemelk, al suo terzo successo in questa competizione, davanti allo svedese Sven-Åke Nilsson e all'altro olandese Gerrie Knetemann, vincitore dell'edizione precedente.

## Tappe
| Tappa  | Data     | Percorso                                          | km    | Vincitore di tappa   | Leader cl. generale |
| ------ | -------- | ------------------------------------------------- | ----- | -------------------- | ------------------- |
| Prol.  | 7 marzo  | Boulogne-Billancourt > Parigi (cron. individuale) | 7,8   | Gerrie Knetemann     | Gerrie Knetemann    |
| 1ª-1ª  | 8 marzo  | Montereau > Joigny                                | 97    | Yvon Bertin          | Gerrie Knetemann    |
| 1ª-2ª  | 8 marzo  | Joigny > Auxerre (cron. a squadre)                | 33    | TI-Raleigh-Mc Gregor | Gerrie Knetemann    |
| 2ª     | 9 marzo  | Montbard > Besançon                               | 161   | Leo van Vliet        | Gerrie Knetemann    |
| 3ª     | 10 marzo | Besançon > Lione                                  | 175   | Jan Raas             | Gerrie Knetemann    |
| 4ª     | 11 marzo | Oullins > Saint-Étienne                           | 142   | Sven-Åke Nilsson     | Joop Zoetemelk      |
| 5ª     | 12 marzo | Pierrelatte > Vitrolles                           | 178   | Dietrich Thurau      | Joop Zoetemelk      |
| 6ª     | 13 marzo | Vitrolles > Mandelieu-la-Napoule                  | 206   | Jean Chassang        | Joop Zoetemelk      |
| 7ª-1ª  | 14 marzo | Mandelieu-la-Napoule > Nizza                      | 59    | Daniele Tinchella    | Joop Zoetemelk      |
| 7ª-2ª  | 14 marzo | Nizza > Col d'Èze (cron. individuale)             | 11    | Joop Zoetemelk       | Joop Zoetemelk      |
| Totale | Totale   | Totale                                            | 1 080 |                      |                     |

## Dettagli delle tappe

### Prologo
- 7 marzo: Boulogne-Billancourt > Parigi (cron. individuale) – 7 km

| Pos. | Corridore        | Squadra    | Tempo  |
| ---- | ---------------- | ---------- | ------ |
| 1    | Gerrie Knetemann | TI-Raleigh | 10'25" |
| 2    | Joop Zoetemelk   | Miko       | a 7"   |
| 3    | Bernard Hinault  | Renault    | a 8"   |

| Pos. | Corridore        | Squadra    | Tempo  |
| ---- | ---------------- | ---------- | ------ |
| 1    | Gerrie Knetemann | TI-Raleigh | 10'25" |
| 2    | Joop Zoetemelk   | Miko       | a 7"   |
| 3    | Bernard Hinault  | Renault    | a 8"   |

### 1ª tappa - 1ª semitappa
- 8 marzo: Montereau > Joigny – 97 km

| Pos. | Corridore           | Squadra     | Tempo    |
| ---- | ------------------- | ----------- | -------- |
| 1    | Yvon Bertin         | Renault     | 2h41'28" |
| 2    | Giuseppe Martinelli | San Giacomo | s.t.     |
| 3    | Dominique Sanders   | Teka        | s.t.     |

| Pos. | Corridore        | Squadra    | Tempo    |
| ---- | ---------------- | ---------- | -------- |
| 1    | Gerrie Knetemann | TI-Raleigh | 2h51'53" |
| 2    | Joop Zoetemelk   | Miko       | a 7"     |
| 3    | Bernard Hinault  | Renault    | a 8"     |

### 1ª tappa - 2ª semitappa
- 8 marzo: Joigny > Auxerre (cron. a squadre) – 33 km

| Pos. | Squadra               | Tempo    |
| ---- | --------------------- | -------- |
| 1    | Ti-Raleigh-Mc Gregor  | 2h10'42" |
| 2    | Miko-Mercier-Vivagel  | a 2'40"  |
| 3    | Ijsboerke-Warncke Eis | a 2'47"  |

| Pos. | Corridore        | Squadra    | Tempo    |
| ---- | ---------------- | ---------- | -------- |
| 1    | Gerrie Knetemann | TI-Raleigh | 3h35'27" |
| 2    | Jan Raas         | TI-Raleigh | a 11"    |
| 3    | Henk Lubberding  | TI-Raleigh | a 23"    |

### 2ª tappa
- 9 marzo: Montbard > Besançon – 161 km

| Pos. | Corridore      | Squadra    | Tempo    |
| ---- | -------------- | ---------- | -------- |
| 1    | Leo van Vliet  | TI-Raleigh | 3h50'37" |
| 2    | Bernard Vallet | La Redoute | s.t.     |
| 3    | Marc Demeyer   | Flandria   | a 5"     |

| Pos. | Corridore        | Squadra    | Tempo    |
| ---- | ---------------- | ---------- | -------- |
| 1    | Gerrie Knetemann | TI-Raleigh | 7h26'09" |
| 2    | Jan Raas         | TI-Raleigh | a 12"    |
| 3    | Henk Lubberding  | TI-Raleigh | a 23"    |

### 3ª tappa
- 10 marzo: Besançon > Lione – 175 km

| Pos. | Corridore           | Squadra     | Tempo    |
| ---- | ------------------- | ----------- | -------- |
| 1    | Jan Raas            | TI-Raleigh  | 5h09'09" |
| 2    | Giuseppe Martinelli | San Giacomo | s.t.     |
| 3    | Jos Jacobs          | Ijsboerke   | s.t.     |

| Pos. | Corridore        | Squadra    | Tempo     |
| ---- | ---------------- | ---------- | --------- |
| 1    | Gerrie Knetemann | TI-Raleigh | 12h35'18" |
| 2    | Jan Raas         | TI-Raleigh | a 12"     |
| 3    | Henk Lubberding  | TI-Raleigh | a 23"     |

### 4ª tappa
- 11 marzo: Oullins > Saint-Étienne – 142 km

| Pos. | Corridore        | Squadra     | Tempo    |
| ---- | ---------------- | ----------- | -------- |
| 1    | Sven-Åke Nilsson | Miko        | 3h56'04" |
| 2    | Fausto Bertoglio | San Giacomo | a 1"     |
| 3    | Joop Zoetemelk   | Miko        | s.t.     |

| Pos. | Corridore        | Squadra    | Tempo     |
| ---- | ---------------- | ---------- | --------- |
| 1    | Joop Zoetemelk   | Miko       | 16h32'21" |
| 2    | Sven-Åke Nilsson | Miko       | a 40"     |
| 3    | Gerrie Knetemann | TI-Raleigh | a 1'37"   |

### 5ª tappa
- 12 marzo: Pierrelatte > Vitrolles – 178 km

| Pos. | Corridore           | Squadra       | Tempo    |
| ---- | ------------------- | ------------- | -------- |
| 1    | Dietrich Thurau     | Ijsboerke     | 4h18'50" |
| 2    | Pierino Gavazzi     | Zonca-Santini | a 1'45"  |
| 3    | Giuseppe Martinelli | San Giacomo   | s.t.     |

| Pos. | Corridore        | Squadra    | Tempo     |
| ---- | ---------------- | ---------- | --------- |
| 1    | Joop Zoetemelk   | Miko       | 20h52'56" |
| 2    | Sven-Åke Nilsson | Miko       | a 40"     |
| 3    | Gerrie Knetemann | TI-Raleigh | a 1'37"   |

### 6ª tappa
- 13 marzo: Vitrolles > Mandelieu-la-Napoule – 206 km

| Pos. | Corridore           | Squadra     | Tempo    |
| ---- | ------------------- | ----------- | -------- |
| 1    | Jean Chassang       | Renault     | 5h47'51" |
| 2    | Jacques Michaud     | Flandria    | a 26"    |
| 3    | Giuseppe Martinelli | San Giacomo | a 38"    |

| Pos. | Corridore        | Squadra    | Tempo     |
| ---- | ---------------- | ---------- | --------- |
| 1    | Joop Zoetemelk   | Miko       | 26h41'25" |
| 2    | Sven-Åke Nilsson | Miko       | a 40"     |
| 3    | Gerrie Knetemann | TI-Raleigh | a 1'37"   |

### 7ª tappa - 1ª semitappa
- 14 marzo: Mandelieu-la-Napoule > Nizza – 59 km

| Pos. | Corridore         | Squadra    | Tempo    |
| ---- | ----------------- | ---------- | -------- |
| 1    | Daniele Tinchella | Teka       | 1h33'36" |
| 2    | Jos Jacobs        | Ijsboerke  | s.t.     |
| 3    | Guido Van Calster | Daf Trucks | s.t.     |

| Pos. | Corridore        | Squadra    | Tempo     |
| ---- | ---------------- | ---------- | --------- |
| 1    | Joop Zoetemelk   | Miko       | 28h15'01" |
| 2    | Sven-Åke Nilsson | Miko       | a 40"     |
| 3    | Gerrie Knetemann | TI-Raleigh | a 1'37"   |

### 7ª tappa - 2ª semitappa
- 14 marzo: Nizza > Col d'Èze (cron. individuale) – 11 km

| Pos. | Corridore       | Squadra    | Tempo  |
| ---- | --------------- | ---------- | ------ |
| 1    | Joop Zoetemelk  | Miko       | 21'22" |
| 2    | Henk Lubberding | TI-Raleigh | a 7"   |
| 3    | Daniel Willems  | Ijsboerke  | a 8"   |

| Pos. | Corridore        | Squadra    | Tempo     |
| ---- | ---------------- | ---------- | --------- |
| 1    | Joop Zoetemelk   | Miko       | 28h36'23" |
| 2    | Sven-Åke Nilsson | Miko       | a 1'44"   |
| 3    | Gerrie Knetemann | TI-Raleigh | a 1'47"   |

## Classifiche finali

### Classifica generale
| Pos. | Corridore        | Squadra               | Tempo     |
| ---- | ---------------- | --------------------- | --------- |
| 1    | Joop Zoetemelk   | Miko-Mercier-Vivagel  | 28h36'23" |
| 2    | Sven-Åke Nilsson | Miko-Mercier-Vivagel  | a 1'44"   |
| 3    | Gerrie Knetemann | Ti-Raleigh-Mc Gregor  | a 1'47"   |
| 4    | Henk Lubberding  | Ti-Raleigh-Mc Gregor  | a 2'07"   |
| 5    | Daniel Willems   | Ijsboerke-Warncke Eis | a 3'16"   |
| 6    | Bernard Hinault  | Renault-Gitane        | a 3'36"   |
| 7    | Eddy Schepers    | Daf Trucks-Aida       | a 6'52"   |
| 8    | Bernard Vallet   | La Redoute-Motobecane | a 7'44"   |
| 9    | Pierre Bazzo     | La Redoute-Motobecane | a 7'47"   |